# Hawaiian Gardens, Kalifornien
Hawaiian Gardens är en stad (city) i Los Angeles County, i delstaten Kalifornien, USA. Enligt United States Census Bureau har staden en folkmängd på 14 360 invånare (2011) och en landarea på 2,4 km².